# جاميس سبراي
جاميس سبراي (بالإنجليزية: James Spray)‏ (2 ديسمبر 1992 في المملكة المتحدة - ) هو لاعب كرة قدم بريطاني في مركز الهجوم. لعب مع نادي أكرينغتون ستانلي ووولفرهامبتون واندررز وتيلفورد يونايتد ونادي ستوربريدج وBedworth United F.C. ‏ وLye Town F.C. ‏.

## وصلات خارجية
- جاميس سبراي على موقع قاعدة بيانات كرة القدم.إي يو (الإنجليزية)
- جاميس سبراي على موقع Soccerbase.com (لاعب) (الإنجليزية)